# Кросбі (Техас)
Кросбі (англ. Crosby) — переписна місцевість (CDP) в США, в окрузі Гарріс штату Техас. Населення — 3417 осіб (2020).

## Географія
Кросбі розташоване за координатами 29°54′55″ пн. ш. 95°3′28″ зх. д. / 29.91528° пн. ш. 95.05778° зх. д. (29.915154, -95.057681).  За даними Бюро перепису населення США в 2010 році переписна місцевість мала площу 5,78 км², з яких 5,77 км² — суходіл та 0,02 км² — водойми.

## Демографія
Згідно з переписом 2010 року, у переписній місцевості мешкало 2299 осіб у 805 домогосподарствах у складі 578 родин. Густота населення становила 397 осіб/км².  Було 923 помешкання (160/км²).
Расовий склад населення:
| - 68,6 % — білих - 6,0 % — чорних або афроамериканців - 0,7 % — корінних американців - 0,6 % — азіатів - 0,2 % — вихідців з тихоокеанських островів - 21,5 % — осіб інших рас |

До двох чи більше рас належало 2,3 %. Частка іспаномовних становила 34,4 % від усіх жителів.
За віковим діапазоном населення розподілялося таким чином: 30,0 % — особи молодші 18 років, 62,0 % — особи у віці 18—64 років, 8,0 % — особи у віці 65 років та старші. Медіана віку мешканця становила 29,6 року. На 100 осіб жіночої статі у переписній місцевості припадало 99,4 чоловіків;  на 100 жінок у віці від 18 років та старших — 101,0 чоловіків також старших 18 років.
Середній дохід на одне домашнє господарство  становив 51 823 долари США (медіана — 46 413), а середній дохід на одну сім'ю — 60 443 долари (медіана — 56 302). За межею бідності перебувало 26,8 % осіб, у тому числі 34,5 % дітей у віці до 18 років та 19,8 % осіб у віці 65 років та старших.
Цивільне працевлаштоване населення становило 1077 осіб. Основні галузі зайнятості: оптова торгівля — 18,4 %, освіта, охорона здоров'я та соціальна допомога — 16,9 %, роздрібна торгівля — 14,0 %, виробництво — 11,9 %.